# Kirsti Partanen
Kirsti Partanen es una deportista finlandesa que compitió en tiro con arco, en la modalidad de arco recurvo. Ganó dos medallas de oro en el Campeonato Mundial de Tiro con Arco al Aire Libre, en los años 1950 y 1953.

## Palmarés internacional
| Campeonato Mundial al Aire Libre | Campeonato Mundial al Aire Libre | Campeonato Mundial al Aire Libre | Campeonato Mundial al Aire Libre |
| Año                              | Lugar                            | Medalla                          | Prueba                           |
| -------------------------------- | -------------------------------- | -------------------------------- | -------------------------------- |
| 1950                             | Copenhague (Dinamarca)           | Medalla de oro                   | Equipo                           |
| 1953                             | Oslo (Noruega)                   | Medalla de oro                   | Equipo                           |